# Lac Rouvray
Pour les articles homonymes, voir Rouvray.
Le lac Rouvray est un plan d'eau douce du bassin versant de la rivière aux Chutes, coulant dans le territoire non organisé de Mont-Valin, dans la municipalité régionale de comté (MRC) Le Fjord-du-Saguenay, dans la région administrative de la Saguenay-Lac-Saint-Jean, dans la province de Québec, au Canada.
La foresterie constitue la principale activité économique du secteur. Les activités récréotouristiques arrivent en second. Le lac Rouvray s’avère le plus grand plan d'eau de la zec Onatchiway.
Une route forestière remonte vers le Nord en empruntant la vallée de la rivière Shipshaw, puis bifurque vers le Nord-Est pour contourner par le Nord le bassin versant du lac Rouvray et se redirige vers le Sud-Est en passant du côté Ouest du lac Maria-Chapdelaine. Cette route est utile pour les besoins de la foresterie et des activités récréotouristiques,,.
La surface du lac Rouvray est habituellement gelée de la fin novembre au début avril, toutefois la circulation sécuritaire sur la glace se fait généralement de la mi-décembre à la fin mars.

## Géographie
Les principaux bassins versants voisins du lac Rouvray sont :
- côté Nord : réservoir Pipmuacan, rivière Manouaniche, rivière des Chutes, rivière aux Sables ;
- Côté Est : lac Maria-Chapdelaine, rivière aux Sables, lac Itomamo, rivière Portneuf, lac Kakuskanus ;
- côté Sud : rivière Shipshaw, rivière Onatchiway, lac Onatchiway, rivière à la Hache, rivière Beauséjour ;
- côté Ouest : rivière Shipshaw, rivière Péribonka, réservoir Pipmuacan[1].

Le lac Rouvray comporte une longueur de 15,4 km, une largeur maximale de 6,0 km et une altitude de 543 m. Ce plan d’eau difforme reçoit du côté Ouest, quatre décharges de lacs non identifiés ; du côté Sud ; du côté Sud, six décharges de lacs non identifiés ; du côté Nord, trois décharges de lacs non identifiés. Ce lac comporte une grande presqu’île rattachée à la rive Sud s’étirant sur 5,1 km jusqu’à un détroit d’une centaine de mètres face à une petite presqu’île rattachée à la rive Nord.
Le lac Rouvray est situé entièrement en milieu forestier dans le territoire non organisé de Mont-Valin. Il est enclavé entre les montagnes dont les principaux sommets atteignent 626 m à l’Est, 625 m à l’Ouest et 615 m au Sud.
L’embouchure du lac Rouvray est localisée à :
- 7,7 km à l’Est du lac Pamouscachiou (réservoir Pipmuacan) ;
- 71,6 km au Sud-Est du barrage de la Centrale Bersimis-1 ;
- 157,1 km à l’Ouest de l’embouchure de la rivière Betsiamites ;
- 137,8 km à l’Ouest du centre-ville de Forestville ;
- 109,1 km au Nord du centre-ville de Chicoutimi (désigné « Saguenay ») ;
- 12,9 km au Sud-Ouest de l’embouchure de la rivière aux Chutes[4],[1].

À partir du barrage à l’embouchure du lac Rouvray, le courant descend vers le Nord-Est sur 18,9 km la rivière aux Chutes, d’abord en coupant la route forestière, puis en traversant notamment le "lac des Rapides" et le lac La Sorbière (altitude : 507 m), lequel est traversé vers le Nord par la rivière des Chutes ; cette dernière se déverse dans une baie sur la rive Sud du réservoir Pipmuacan.

## Toponymie
Avant 1948, ce plan d’eau était désigné « Lac aux Huards » ou « Lac des Huards ». Il a été renommé « Rouvray » évoquant Laurent-François Lenoir de Rouvray, lieutenant de la compagnie de Champredon du régiment de la Sarre depuis 1756. Il fut blessé en 1759 lors de la bataille des Plaines d'Abraham et pris par les Anglais lesquels s'emparèrent de la maison où il s'était réfugié. Désolé de la capture d'un valeureux officier, le chevalier de Lévis proposa au général Murray un échange de prisonniers ; ce qui fut agréé. Rouvray fut promu capitaine au cours de l'année suivante.
Le toponyme « Lac Rouvray » a été officialisé le 5 décembre 1968 par la Commission de toponymie du Québec.